# Équipe des Fidji de football
Cet article traite de l'équipe masculine. Pour l'équipe féminine, voir Équipe des Fidji de football féminin.
Maillots
Actualités
L'équipe des Fidji de football est constituée par une sélection des meilleurs joueurs fidjien sous l'égide de la Fédération des Fidji de football. Surnommée les Bula Boys, elle représente le pays lors des compétitions continentales et internationales.
L'équipe nationale dispute la première rencontre de son histoire le 7 octobre 1951 face à la Nouvelle-Zélande, match perdu sur le score de six buts à quatre. Affiliée à la FIFA en 1964, la Fédération fidjienne est membre fondateur de la Confédération du football d'Océanie en 1966. La sélection fidjienne dispute ses premières qualifications à une phase finale de Coupe du monde en 1982. Elle joue, à cette occasion, sa première rencontre sous l'égide de la FIFA, le 3 mai 1981 face à la Nouvelle-Zélande, une défaite quatre buts à zéro.
Jamais qualifiée pour une phase finale de la compétition mondiale, elle compte à son palmarès deux troisièmes places en Coupe d'Océanie obtenues en 1998 et 2008 et cinq victoires en Coupe de Mélanésie.
Les Fidjiens disputent leurs rencontres à domicile principalement au ANZ Stadium de Suva d'une capacité de 15 000 places, au Govind Park de Ba, stade de 13 500 places, et au Prince Charles Park de Nadi comptant 10 000 places.

## Histoire

### Des débuts du football dans les îles Fidji aux premières rencontres internationales

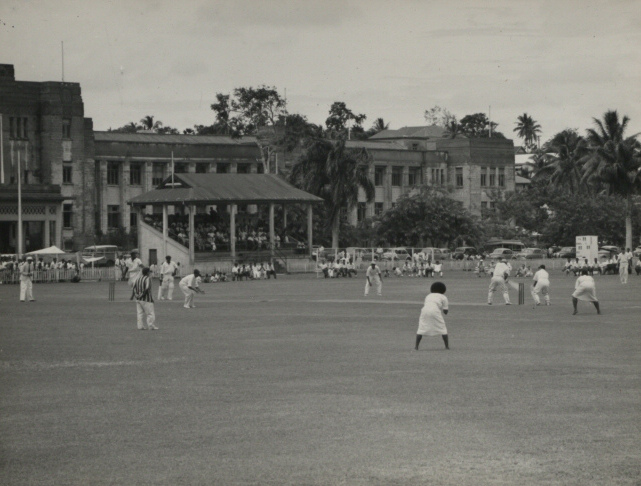
L'Albert Park, ici dans les années 1950, accueille la première rencontre de l'équipe nationale

La pratique du football apparaît dans les îles Fidji à la fin du XIXe siècle avec des rencontres ayant lieu entre des colons britannique et des marins de passage,. Bien que les Fidjiens commencent à s'y intéresser, ce sont surtout les Indiens des Fidji, amenés dans le pays par l'Empire britannique pour y travailler dans les champs de canne à sucre, qui s'approprient rapidement ce nouveau sport. Le football se développe rapidement à Levuka, à l'inverse de Suva où c'est plutôt le rugby à XV qui connaît un essor grandissant. Une première compétition entre clubs, la Ricardie Cup, se dispute en 1924 à l'occasion du jubilé d'or de la cession de l'île aux Britanniques,. En 1928, la Vridhi Cup est créée à l'initiative du docteur IH Beattie, le fondateur du journal Vridhi. La première édition est remportée par le Dilkusha Excelsior FC,. Des premières rencontres inter-districts ont lieu à partir de 1936 et, en octobre 1938, la Fiji Indian Football Association est créée sur des critères ethniques, seuls les Indo-Fidjiens pouvant évoluer en club. À la suite de cette création, un championnat inter-ligues est mis en œuvre,.
La première rencontre de la sélection des îles Fidji a lieu le 7 octobre 1951 à l'Albert Park de Suva face à la Nouvelle-Zélande qui réalise une tournée dans les îles du Pacifique. Les Néo-Zélandais s'imposent sur le score de six buts à quatre dans un triplé de Jock Newall,. Cette première rencontre est suivie, l'année suivante, par une nouvelle tournée des Néo-Zélandais. Les « Kiwis » remportent les trois rencontres entre les deux sélections en s'imposant notamment sur le score de neuf buts à zéro lors du deuxième match avec de nouveau un triplé de Newall. Le jeu fidjien se caractérise à cette période par une tactique de jeu direct, le kick and rush hérité des britanniques. La tournée d'une équipe allemande sur l'archipel, au début des années 1960, permet d'améliorer la technique des joueurs qui apprennent à leur contact la conduite de balle, le dribble et le jongle avec le ballon. En 1961, la sélection fidjienne, dirigée par Sashi Mahendra Singh, dispute sa première tournée internationale en se rendant en Nouvelle-Galles du Sud. La sélection remporte huit victoires sur les quatorze rencontres disputées entre mai et juin.
En 1962, sous la présidence d'Abdul Lateef, la Fiji Indian Football Association devient la Fédération des Fidji de football et adhère à la FIFA en 1963. Les clubs sont alors ouverts à tous, qu'ils soient Fidjiens ou Indo-Fidjiens. La même année, les premiers Jeux du Pacifique Sud se déroulent à Suva. Vainqueurs de la Papouasie-Nouvelle-Guinée, sur le score de trois buts à un, puis en demi-finale des îles Salomon sur le score de cinq buts à zéro, les Fidjiens, toujours dirigés par Sashi Mahendra Singh, s'inclinent lourdement en finale face à la Nouvelle-Calédonie, huit buts à deux, le futur professionnel français Marc Kanyan Case inscrivant un quadruplé. Lors de cette rencontre, l'attaquant Ali Zikar, meilleur buteur fidjien de la compétition avec cinq buts inscrits, est blessé gravement à la jambe et doit mettre fin à sa carrière.
Après cinq ans sans rencontre officielle, les Fidji disputent une tournée en Australie, Nouvelle-Zélande et Nouvelle-Calédonie. Quinze rencontres sont disputées qui se concluent sur sept victoires, un nul et sept défaites dont notamment une face à la Nouvelle-Zélande, cinq buts à zéro. L'année suivante, les troisièmes jeux du Pacifique Sud ont lieu à Port Moresby. Les Fidjiens commencent le tournoi avec deux larges victoires face aux îles Salomon, cinq buts à un, puis face aux Nouvelles-Hébrides, cinq buts à deux, avant de s'incliner lourdement, onze buts à zéro face à la Nouvelle-Calédonie. L'équipe termine finalement le tournoi à la quatrième place après une défaite deux buts à un face à la Papouasie-Nouvelle-Guinée. Deux ans plus tard, c'est en tant que nation indépendante que les Fidji disputent la quatrième édition des jeux du Pacifique Sud à Tahiti. Défaits par le pays organisateur puis par les Nouvelles-Hébrides, les Fidjiens battent dans le match de classement pour la cinquième place les îles Cook sur le score de quinze buts à un, leur plus large succès international.

### Premières participations à la Coupe d'Océanie et à la Coupe du monde (1973-1981)
En février 1973, Fidji, membre fondateur de la Confédération du football d'Océanie en 1966, dispute la première Coupe d'Océanie en Nouvelle-Zélande. La sélection, dirigée par Mohammed Ali Sahu Khan, termine à la cinquième et dernière place de la compétition avec quatre défaites. Lors des cinquièmes Jeux du Pacifique Sud, en 1975 à Guam, l'équipe, qui retrouve à sa tête Sashi Mahendra Singh, termine une nouvelle fois à la quatrième place du tournoi, après une défaite face aux îles Salomon sur le score de trois buts à deux.
En 1977, l'équipe, sous la direction de l'ancien international John Lal, fait match nul deux buts partout avec Taïwan, dans un match non officiel, puis remporte sa première victoire importante en battant l'Australie, un but à zéro. Ces deux équipes étaient venues aux Fidji pour disputer leurs rencontres éliminatoires de la Coupe du monde 1978 en raison du refus du gouvernement australien d'accorder des visas aux Taïwanais,. Le succès face à l'Australie est obtenu sans l'apport des joueurs internationaux du Ba FC, le club étant alors en conflit avec la Fédération. C'est sous les ordres d'un autre sélectionneur fidjien, Moti Musadilal, que l'équipe entame l'année 1979. Après deux défaites face à la Nouvelle-Zélande, neuf buts à zéro sur les deux rencontres amicales, la sélection participe aux sixièmes Jeux du Pacifique Sud organisés à domicile. Après un match nul sans but face à la Papouasie-Nouvelle-Guinée, les Fidjiens battent très lourdement les Kiribati sur le score de vingt-quatre buts à zéro, un nouveau record pour la sélection. Dewan Chand inscrit lors de cette rencontre un octuplé et Farouk Janeman un septuplé. Premier du groupe 1, l'équipe bat ensuite en quart de finale Wallis-et-Futuna sur le score de cinq buts à zéro puis, en demi-finale les îles Salomon grâce à deux nouveaux buts de Dewan Chand durant les prolongations. En finale, au Buckhurst Park, devant 22 000 spectateurs, les Fidjiens s'inclinent sur le score de trois buts à zéro face à Tahiti, Errol Bennett inscrivant un doublé.
En 1980, après deux défaites en match amical face à la Nouvelle-Zélande, la sélection dispute la deuxième Coupe d'Océanie sous les ordres de nouveau de SM Singh. Les Fidjiens s'imposent sur le score de trois buts à un face aux îles Salomon, puis battent pour la première fois de leur histoire la Nouvelle-Zélande sur le score de quatre buts à zéro. L'équipe s'incline ensuite six buts à trois face à Tahiti et termine deuxième du groupe. Lors du match pour la troisième place, la sélection est battue deux buts à un par la Nouvelle-Calédonie. SM Singh, jugé trop vieux pour le poste de sélectionneur par le président de la Fédération, est alors démis de ses fonctions.
L'année suivante, Fidji dispute pour la première fois les éliminatoires de la Coupe du monde avec, autre première, un sélectionneur étranger, l'Anglais Wally Hughes, à sa direction. Rémunéré à hauteur de 500 dollars fidjiens la semaine, il doit faire face à l'intervention des officiels de la Fédération dans la composition de son groupe et dans ses choix tactiques, ainsi qu'au comportement non professionnel de certains joueurs,. Pour ses quatre premiers matchs disputés à domicile, les Fidjiens s'inclinent face à la Nouvelle-Zélande, quatre buts à zéro et face à l'Australie, quatre buts à un, partagent les points avec l'Indonésie et l'emportent deux buts à un face à Taïwan. Lors des matchs retours, la sélection fait match nul avec l'Indonésie et Taïwan puis s'incline lourdement à deux reprises. Elle perd dix buts à zéro face à l'Australie et subit ensuite la plus lourde défaite de son histoire, treize buts à zéro face à la Nouvelle-Zélande. Cette rencontre entre dans les records de la Coupe du monde en étant la plus large défaite en éliminatoires. Autre record, Steve Sumner inscrit lors de la rencontre six buts. Wally Hughes démissionne à la suite de cette défaite et déclare « Aucun entraîneur ne devrait avoir à passer par ce que j'ai traversé ». À la même période, une autre équipe nationale fidjienne, sous l'autorité du Fidjien Ram Vinod, dispute les premiers mini-jeux du Pacifique Sud. L'équipe termine sixième de la compétition avec deux victoires pour un nul et trois défaites.

### Finales et victoires dans le Pacifique Sud (1983-2003)
Après deux ans sans rencontre officielle, c'est avec un nouveau sélectionneur, l'Allemand Rudi Gutendorf, que Fidji participe aux Jeux du Pacifique Sud. Le nouveau sélectionneur amène de nouveaux schémas tactiques qui sont vite adoptés par les joueurs. Ils s'imposent dix buts à zéro sur les îles Salomon, puis six buts à zéro face au Vanuatu et, en demi-finale, battent la Nouvelle-Calédonie, trois buts à deux. En finale cependant, la sélection doit s'incliner un but à zéro face à Tahiti. La finale ne va pas jusqu'à son terme, les joueurs Fidjiens contestant le but tahitien et des officiels entrant sur le terrain pour poursuivre les joueurs tahitiens et l'arbitre,.
L'équipe ne dispute ensuite que des rencontres amicales, avec comme sélectionneur Billy Singh, le fils de SM Singh. Deux rencontres amicales contre la Nouvelle-Zélande sont disputées en août 1981. La seconde d'entre elles, qui se termine sur le score d'un but partout, est marquée par de nombreux actes de violence et entraîne l'interdiction aux Fidji d'organiser des rencontres internationales sur son sol. L'année suivante, en mai 1985, la sélection réalise une grande performance en battant, trois buts à zéro au Prince Charles Park de Nadi, le club anglais de Newcastle United venu effectuer une tournée dans le Pacifique. Les Fidjiens s'inclinent dans le second match, deux buts à zéro au National Stadium,,,. Après ses deux rencontres, l'équipe effectue en juin une tournée en Nouvelle-Zélande marquée par trois défaites, puis reçoit à trois reprises, en juillet, Tahiti et connaît, là aussi, trois défaites.
Rudi Gutendorf revient aux Fidji comme sélectionneur et directeur technique en janvier 1987. L'équipe réalise, sous ses ordres en mars, une tournée désastreuse au Queensland marquée par des bagarres sur et en dehors du terrain. Le sélectionneur quitte cependant rapidement le pays à la suite du coup d'État de mai, réalisé par Sitiveni Rabuka, qui met fin à la monarchie, provoque la mise au ban du pays par le Commonwealth et entraîne une importante immigration des Indo-Fidjiens. Le football reste cependant épargné par ces évènements mais la sélection ne dispute pas les Jeux du Pacifique Sud en décembre. Un an plus tard, en octobre 1988, l'équipe, dirigée par Billy Singh, remporte la première Coupe de Mélanésie en battant en finale les îles Salomon sur le score de trois buts à un. Le sélectionneur déclare alors, « c'est la première fois que nous remportons quelque chose ». L'équipe enchaîne ensuite avec deux victoires et un match nul lors de la tournée de la Nouvelle-Zélande aux Fidji.
En novembre 1988, Fidji est opposé à l'Australie dans un match de qualification pour la Coupe du monde 1990. Les Fidjiens présentent alors la plus forte équipe de leur histoire et le sélectionneur déclare à propos de ses joueurs « ils jouent d'habitude pour le plaisir, mais cette fois c'est sérieux. Ils ont goûté à la gloire de la victoire et ils l'aiment », la motivation est encore plus forte avec une promesse de prime en cas de victoire de 500 dollars fidjiens,. Devant 9 000 spectateurs au Prince Charles Park de Nadi et sous une forte chaleur, les Fidji réalisent l'exploit en battant les « Socceroos » sur le score d'un but à zéro. Lors du match retour, les Fidjiens s'inclinent cinq buts à un. La rencontre, appelée par la suite la « bataille de Newcastle », est marquée par des bagarres déclenchées par les joueurs fidjiens à la suite du cinquième but australien, le capitaine australien Charlie Yankos quittant le terrain avec une fracture du nez,.
La sélection enchaîne avec une nouvelle victoire en Coupe de Mélanésie en 1989 suivie d'une troisième place dans cette compétition l'année suivante. Elle confirme en 1991 son statut dans le Pacifique en remportant, pour la première fois, les Jeux du Pacifique Sud. Fidji s'impose en finale, lors de la séance de tirs au but après un match nul un but partout, face aux îles Salomon. Elle remporte de nouveau la Coupe de Mélanésie en 1992 et, lors des préliminaires de la Coupe du monde 1994, termine deuxième du groupe B en ne concédant qu'une défaite face au vainqueur du groupe, la Nouvelle-Zélande.
Finaliste des mini-jeux du Pacifique Sud en 1993 avec à sa tête l’Écossais Danny McLennan, l'équipe termine deuxième de la Coupe de Mélanésie 1994 et ne peut se qualifier pour la phase finale de la Coupe d'Océanie 1996. L'année suivante, la sélection termine à la troisième place des Jeux du Pacifique Sud. C'est avec de nouveau Billy Singh comme sélectionneur que l'équipe fidjienne entame les qualifications pour la Coupe du monde 1998 d'où elle est rapidement éliminée. Vainqueur de la Coupe de Mélanésie 1998, Fidji se qualifie ainsi pour la Coupe d'Océanie. Elle termine troisième de la compétition, derrière les deux grands que sont l'Australie et la Nouvelle-Zélande, en battant Tahiti sur le score de quatre buts à deux. La sélection remporte de nouveau la Coupe de Mélanésie en 2000 mais doit ensuite déclarer forfait pour la Coupe d'Océanie à la suite de nouveaux troubles politiques débouchant sur un coup d'état.
Après la tournée de la Malaisie en février 2001, où Fidji remporte deux des trois rencontres, la sélection commence les éliminatoires de la Coupe du monde 2002. Les Fidjiens remportent trois victoires sur des scores lourds, notamment un treize buts à zéro face aux Samoa, leur plus large victoire dans un match sous l'égide de la FIFA. Ils terminent à la deuxième place du groupe 1 dominé par l'Australie et sont éliminés à ce stade de la compétition. La rencontre face aux « Socceroos », perdue sur le score de deux buts à zéro, se dispute dans un climat rendu tendu par les sanctions australiennes contre le nouveau pouvoir fidjien. Les propos du sélectionneur australien Frank Farina accusant les joueurs fidjiens de mordre et frapper leurs adversaires, et les accusations portées par Billy Singh contre un prétendu sabotage de la préparation de l'équipe nationale par les Australiens,,, rendent également le contexte de la rencontre difficile. L'équipe dispute ensuite la Coupe d'Océanie où elle termine à la troisième place de son groupe et connaît une lourde défaite huit buts à zéro face aux Australiens dont un quadruplé de Joel Porter. Billy Singh est alors démis de ses fonctions et il est remplacé par l'Australien Les Scheinflug,. Il ne reste cependant que très peu de temps en poste et c'est son compatriote Tony Buesnel qui prend en charge la sélection pour les Jeux du Pacifique Sud 2003 organisés à domicile. Avec une équipe composée essentiellement de jeunes joueurs, Fidji s'impose en finale, deux buts à zéro, face à la Nouvelle-Calédonie,. Esala Masi termine meilleur buteur du tournoi à égalité, en ayant inscrit notamment un septuplé face aux Kiribati, les Fidjiens s'imposant douze buts à zéro.

### Hauts et bas (2003-)
La sélection fidjienne entame en mai 2004 les éliminatoires de la Coupe du monde 2006. Deuxième du groupe 2 derrière le Vanuatu, elle se qualifie pour le tour suivant où elle ne remporte qu'une rencontre et termine à la quatrième place. Tony Buesnel, après vingt-et-un mois à la tête du football fidjien, voit son contrat rompu par la Fédération. Il déclare alors que « l'absence de continuité perturbe le développement du football dans le pays ». Son compatriote Lee Sterrey lui succède en juin 2005 mais son mandat est également court. En septembre 2006, son contrat n'est pas renouvelé et lui aussi critique alors le fonctionnement de la Fédération. C'est l’Australien d'origine uruguayenne Juan Carlos Buzzetti qui prend alors en charge le football fidjien. Après une préparation réalisée aux États-Unis,,, l'équipe nationale joue en août 2007 les Jeux du Pacifique Sud. Fidji termine premier du groupe A avec notamment une victoire seize buts à zéro contre Tuvalu, Osea Vakatalesau inscrivant un sextuplé. Victorieux trois buts à zéro des Vanuatu en demi-finale, les Fidjiens s'inclinent en finale du tournoi face à la Nouvelle-Calédonie sur le score d'un but à zéro. Grâce à ce bon parcours, la sélection se qualifie ainsi pour la Coupe d'Océanie 2008 qui compte également pour les éliminatoires de la Coupe du monde 2010,.
Le début de la Coupe d'Océanie est marqué par le refus des autorités néo-zélandaises d'accorder un visa au gardien de but Simione Tamanisau en raison de ses liens familiaux avec un militaire fidjien, eux et leur famille étant interdits en Nouvelle-Zélande à la suite du coup d’état de décembre 2006,,. Le match se déroule finalement auc Fidji et voit la victoire des Néo-Zélandais sur le score de deux buts à zéro au Churchill Park de Lautoka. La sélection termine la Coupe et les éliminatoires à la troisième place avec trois défaites pour un nul et deux victoires, dont une de prestige face aux Néo-Zélandais sur le score de deux buts à zéro dans le dernier match de la compétition. Roy Krishna inscrit les deux buts de la rencontre qui était sans enjeu pour des « All Whites » déjà qualifiés,. C'est la seule défaite des Néo-Zélandais de toute la compétition, phase finale comprise.
Après l'échec de l'équipe des Fidji des moins de 20 ans dans les qualifications pour la Coupe du monde 2009, Juan Carlos Buzzetti est démis de ses fonctions. La sélection voit alors se succéder cinq entraîneurs, dont trois locaux, en trois ans et c'est avec le Fidjien Gurjit Singh que l'équipe dispute les Jeux du Pacifique de 2011. Première du groupe B avec notamment une victoire sur Kiribati, neuf buts à zéro, l'équipe termine la compétition à la quatrième place après deux défaites deux buts à un face aux îles Salomon et à Tahiti. Juan Carlos Buzzetti effectue son retour à la tête de l'équipe nationale en décembre 2011. Il dirige l'équipe lors de la Coupe d'Océanie 2012 qualificative pour les éliminatoires de la Coupe du monde 2014. Après une préparation tronquée à la suite des mauvaises conditions météo sur l'île, la sélection dispute la compétition avec une équipe jeune composée de nombreux joueurs de moins de vingt-trois ans, de nombreux joueurs clés étant blessés. Fidji termine à la troisième place du groupe 2 et se retrouve éliminée. Après trois ans sans compétition, l'équipe entame en octobre 2014 sa préparation pour les Jeux du Pacifique 2015.

## Tenues, emblèmes et symboles
La sélection porte sur ses tenues l'emblème de la Fédération des Fidji de football. Elle évolue à domicile en maillot blanc, short noir et bas blancs. La tenue extérieure est à dominance bleue. L'équipe est surnommée les « Bula Boys », expression mélangeant fidjien et anglais signifiant les garçons de la bienvenue, ou la « Timi ni viti », qui signifie en fidjien l'équipe nationale.
Équipée par l'allemand Adidas en 1998, puis par un équipementier local, la sélection est ensuite habillée de 2002 à 2007 par l'équipementier allemand Puma. Depuis 2008, c'est l'Italien Lotto qui est responsable des tenues de l'équipe nationale. En 2014, un contrat de sponsoring est signé, entre la Fédération fidjienne et l'entreprise de téléphonie fidjienne Vodafone, pour une durée de cinq ans et d'un montant de cinq millions de dollars fidjiens.

## Stades
| \| Lautoka · Suva · Nadi · Ba \| Localisation des principaux stades utilisés par la sélection. |
| Lautoka · Suva · Nadi · Ba                                                                     |

L'équipe nationale dispute la première rencontre de son histoire à l'Albert Park, parc public situé dans le centre-ville historique de Suva. Principal site sportif des Fidji durant la première moitié du XXe siècle, il accueille, dès 1925, des rencontres de cricket et, en 1926, le premier test-match de l'équipe nationale de rugby à XV.
La sélection évolue par la suite dans différents stades au cours de son histoire, situés principalement sur l'île de Viti Levu. Le Govind Park de Ba est inauguré en 1976 et peut accueillir 13 500 spectateurs, c'est le stade du Ba FC. Le Prince Charles Park de Nadi compte lui 10 000 places, le Nadi FC y dispute ses rencontres à domicile. Le Churchill Park de Lautoka compte lui 18 000 places, c'est le stade du Lautoka FC.
À Suva, la sélection dispute ses rencontres à l'ANZ Stadium. Ce stade, appelé dans les années 1960 et 1970 le Buckhurst Park, est rénové en 1978, à l'occasion des jeux du Pacifique Sud de 1979. Renommé le National Stadium, il peut alors accueillir 25 000 personnes dont 4 300 en tribune. En 2012, il prend son nom actuel, l'ANZ Stadium, à la suite d'un accord de renommage en 2012 avec la banque ANZ. Il possède une capacité de 15 000 places et est également utilisé pour les compétitions de rugby à XV, XIII et à VII. Rénové en 2012 pour un montant de 17,5 millions de dollars fidjiens, il est de nouveau inauguré le 11 juin 2013.

Les principaux stades utilisés par la sélection fidjienne
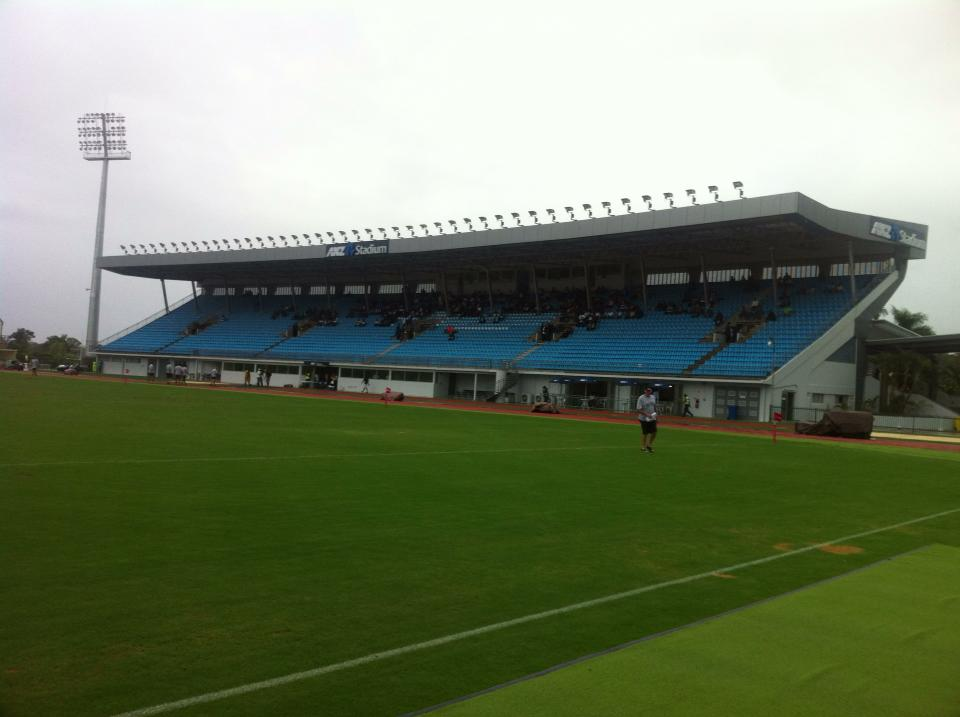
La tribune principale du ANZ Stadium
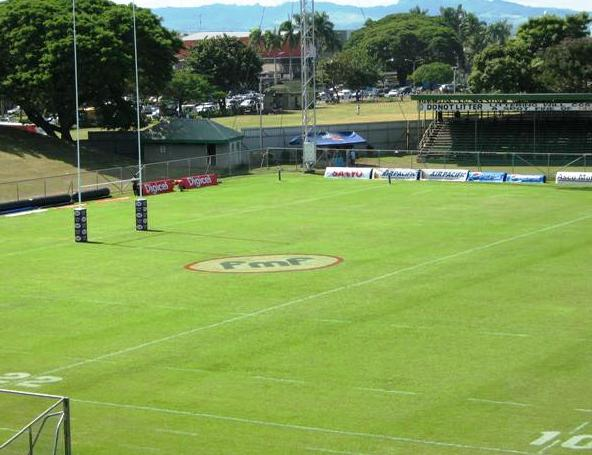
Le Churchill Park en 2008

## Palmarès
| Compétitions mondiales | Compétitions océaniennes (OFC)         | Autres compétitions |
| ---------------------- | -------------------------------------- | --- |
| Néant                  | - Coupe d'Océanie - 3e en 1998 et 2008 | - Coupe de Mélanésie (5) - Vainqueur en 1988, 1989, 1992, 1998 et 2000 - Finaliste en 1994 - 3e en 1990 - Jeux du Pacifique (2) - Vainqueur en 1991 et 2003 - Finaliste en 1963, 1979, 1983 et 2007 - 3e en 1995, 2019 et 2023 |

### Parcours en Coupe du monde
La Coupe du monde de football 1982 est la première édition de la compétition à laquelle est inscrite la sélection fidjienne. Celle-ci dispute le 3 mai 1981 face à la Nouvelle-Zélande sa première rencontre de qualification à une Coupe du monde. Engagée à huit reprises dans les éliminatoires de la compétition, elle ne s'est jamais qualifiée pour une phase finale de la compétition.
| Année | Position     |      | Année         | Position |               | Année | Position |
| 1930  | Non inscrite | 1974 | Non inscrite  | 2010     | Non qualifiée |       |          |
| 1934  | Non inscrite | 1978 | Non inscrite  | 2014     | Non qualifiée |       |          |
| 1938  | Non inscrite | 1982 | Non qualifiée | 2018     | Non qualifiée |       |          |
| 1950  | Non inscrite | 1986 | Non qualifiée | 2022     | Non qualifiée |       |          |
| 1954  | Non inscrite | 1990 | Non qualifiée | 2026     | Non qualifiée |       |          |
| 1958  | Non inscrite | 1994 | Non qualifiée | 2030     | À venir       |       |          |
| 1962  | Non inscrite | 1998 | Non qualifiée | 2034     | À venir       |       |          |
| 1966  | Non inscrite | 2002 | Non qualifiée |          |               |       |          |
| 1970  | Non inscrite | 2006 | Non qualifiée |          |               |       |          |

### Parcours en Coupe d'Océanie
La Coupe d'Océanie est créée en 1973. Après une seconde édition en 1980, elle disparaît jusqu'en 1996 où elle est recréée sur un rythme bisannuel, servant de qualification pour la Coupe des confédérations. Les Fidji ont disputé à sept reprises la phase finale de la compétition et terminé troisième de la compétition en 1998 et 2008.
| Année | Position          |      | Année            | Position |                  | Année | Position |
| 1973  | 5e                | 2000 | 1er tour         | 2012     | 1er tour         |       |          |
| 1980  | 4e                | 2002 | 1er tour         | 2016     | 1er tour         |       |          |
| 1996  | Tour préliminaire | 2004 | Demi-finale (4e) | 2020     | Annulée          |       |          |
| 1998  | Demi-finale       | 2008 | Demi-finale      | 2024     | Demi-finale (4e) |       |          |

## Composition

### Joueurs

#### Provenance des joueurs
Depuis ses débuts, la sélection est marquée par une forte proportion d'Indo-fidjiens dans ses rangs en raison du caractère ethnique du football aux Fidji. Les présidents qui se sont succédé à la tête de la Fédération sont tous d'origine indo-fidjienne, la majorité des encadrants en clubs le sont aussi tout comme les spectateurs dans les tribunes.
Les joueurs appelés en sélections évoluent majoritairement dans le championnat des Fidji. Les clubs de Ba FC, Suva FC et Lautoka FC sont les principaux clubs comptant des internationaux. Les joueurs évoluant à l'étranger sont rares et jouent principalement dans des clubs océaniens notamment australiens et néo-zélandais.

#### Joueurs importants
Le défenseur John Lal est le capitaine de l'équipe fidjienne médaillée d'argent aux premiers jeux du Pacifique Sud en 1963. Vice-capitaine de la tournée en Nouvelle-Galles du Sud en 1961, il possède un très bon jeu de tête. Premier joueur de la sélection à devenir semi-professionnel en Australie, il devient par la suite entraîneur et dirige l'équipe nationale pendant deux saisons. Augustine Thoman fait également partie de cette sélection. Neuf fois vainqueur du championnat interdistrict de 1949 à 1965 avec Lautoka FC, il est considéré comme le meilleur joueur fidjien des années 1950 et 60.
L'attaquant Farouk Janeman, né en 1953 et mort en 2013, remporte neuf championnats inter district avec Ba FC. Surnommé le renard rusé, il est médaillé d'argent des Jeux du Pacifique Sud en 1979. Il devient par la suite entraîneur et permet à l'équipe féminine de remporter la médaille d'or des Jeux du Pacifique 2007,. Le défenseur Abraham Watkins est le capitaine des Fidji lors de la victoire face aux Australiens en 1988. En fin de saison, il reçoit le prix de sportif fidjien de l'année, devant le golfeur Vijay Singh. Il est le seul footballeur à avoir reçu cette récompense.
L'attaquant Esala Masi est considéré comme le meilleur joueur fidjien de tous les temps. Nommé plusieurs fois au classement du joueur océanien de l'année, il évolue en équipe nationale de 1997 à 2005. Il remporte avec les Fidjiens les Jeux du Pacifique Sud 2003 et termine à la troisième place de la Coupe d'Océanie 1998 et est élu meilleur joueur fidjien de l'année en 2000.
En 2009, l'attaquant Osea Vakatalesau, cousin d'Esala Masi, termine meilleur buteur des éliminatoires de la Coupe du monde à égalité avec le Burkinabé Moumouni Dagano. Son coéquipier en attaque Roy Krishna inscrit six buts lors de ces éliminatoires dont un doublé face aux Néo-Zélandais. Deuxième joueur fidjien à devenir professionnel après Esala Masi, il est le premier fidjien à remporter la Ligue des champions de l'OFC en 2008.

#### Appelés récemment
Les joueurs suivants ne font pas partie du dernier groupe appelé mais ont été retenus en équipe nationale lors des 12 derniers mois.
| Pos. | Nom | Date de Naissance | Sél. | Buts | Club (au moment de leur dernière convocation) | Dernier appel |
| ---- | --- | ----------------- | ---- | ---- | --------------------------------------------- | ------------- |

### Sélectionneurs
| #  | Sélectionneur          | Pays | Période                            | Durée                     | M  | V | N | D | % V     | Palmarès |
| -- | ---------------------- | ---- | ---------------------------------- | ------------------------- | -- | - | - | - | ------- | -------- |
| 1  | Sashi Mahendra Singh   |      | 1960 - 1972                        | 12 ans                    | -  | - | - | - | -       | —        |
| 2  | Mohammed Ali Sahu Khan |      | 1972 - 1974                        | 2 ans                     | -  | - | - | - | -       | —        |
| 3  | Sashi Mahendra Singh   |      | 1974 - 1976                        | 2 ans                     | -  | - | - | - | -       | —        |
| 4  | John Lal               |      | 1977 - 1978                        | 1 an                      | -  | - | - | - | -       | —        |
| 5  | Moti Musadilal         |      | 1979                               | moins d’un an             | -  | - | - | - | -       | —        |
| 6  | Sashi Mahendra Singh   |      | 1980                               | moins d’un an             | -  | - | - | - | -       | —        |
| 7  | Wally Hughes           |      | 1981 - 1982                        | 1 an                      | -  | - | - | - | -       | —        |
| 8  | Rudi Gutendorf         |      | 1983                               | moins d’un an             | -  | - | - | - | -       | —        |
| 9  | Michael Thoman         |      | 1983 - 1984                        | 1 an                      | -  | - | - | - | -       | —        |
| 10 | Billy Singh            |      | 1985 - 1986                        | 1 an                      | -  | - | - | - | -       | —        |
| 11 | Rudi Gutendorf         |      | 1987                               | moins d’un an             | -  | - | - | - | -       | —        |
| 12 | Billy Singh            |      | 1987 - 1992                        | 5 ans                     | -  | - | - | - | -       | —        |
| 13 | Danny McLennan         |      | 1993 - 1995                        | 2 ans                     | -  | - | - | - | -       | —        |
| 14 | Billy Singh            |      | 1995 - 2002                        | 7 ans                     | -  | - | - | - | -       | CO 1998  |
| 15 | Les Scheinflug         |      | 2002                               | moins d’un an             | -  | - | - | - | -       | —        |
| 16 | Tony Buesnel           |      | 2003 - 2004                        | 1 an                      | -  | - | - | - | -       | —        |
| 17 | Lee Sterrey            |      | 2005 - 2006                        | 1 an                      | -  | - | - | - | -       | —        |
| 18 | Juan Carlos Buzzetti   |      | 2006 - 2009                        | 3 ans                     | -  | - | - | - | -       | CO 2008  |
| 19 | Yogendra Dutt          |      | 2010 - 2011                        | 1 an                      | -  | - | - | - | -       | —        |
| 20 | Gurjit Singh           |      | 2011                               | moins d’un an             | -  | - | - | - | -       | —        |
| 21 | Claudio Canosa         |      | 2011                               | moins d’un an             | -  | - | - | - | -       | —        |
| 22 | Gurjit Singh           |      | 2011                               | moins d’un an             | -  | - | - | - | -       | —        |
| 23 | Juan Carlos Buzzetti   |      | 2011 - 2015                        | 4 ans                     | -  | - | - | - | -       | —        |
| 24 | Frank Farina           |      | 2015 - 2016                        | 1 an                      | -  | - | - | - | -       | —        |
| 25 | Christophe Gamel       |      | 2016 - 2019                        | 3 ans                     | 26 | 9 | 9 | 8 | 34.62 % | —        |
| 26 | Flemming Serritslev    |      | 22 janvier 2020 - 31 décembre 2022 | 2 ans, 11 mois et 9 jours | 5  | 3 | 0 | 2 | 60 %    | —        |
| 27 | Robert Sherman         |      | depuis le 6 mai 2023               | 2 ans et 3 mois           | 0  | 0 | 0 | 0 | 0 %     | —        |

Sashi Mahendra Singh, né en 1920 et mort en 1990, est le premier sélectionneur connu de l'équipe nationale. Il dirige la sélection à trois reprises, de 1960 à 1972, de 1974 à 1976, puis en 1980. Il mène l'équipe lors des premiers Jeux du Pacifique Sud en 1963 où elle obtient la médaille d'argent. Grand dirigeant du sport fidjien, il est à l'origine de la création du championnat fidjien et de ses divisions. Sportif accompli, il joue au cricket et au tennis durant sa jeunesse et est membre fondateur de la Fédération de hockey fidjienne dont il est également sélectionneur. Trésorier de la Confédération du football d'Océanie de 1972 à 1988, il est aussi directeur de la sélection taïwanaise lorsque cette équipe vient aux Fidji pour disputer ses rencontres éliminatoires de la Coupe du monde 1978. Son compatriote, Mohammed Ali Sahu Khan prend sa succession de 1972 à 1974, après avoir mené au succès l'équipe du Suva FC puis, de 1977 à 1978, c'est l'ancien footballeur international John Lal qui prend en charge l'équipe nationale. Il quitte le poste de sélectionneur après deux saisons, marquées notamment par la première victoire sur l'Australie en 1977, pour accepter un poste d'entraîneur professionnel en Australie.
Le premier sélectionneur étranger, l'Anglais Wally Hughes est engagé pour les éliminatoires de la Coupe du monde 1982. Ancien sélectionneur de la Nouvelle-Zélande, il doit faire face au comportement non professionnel de ses joueurs et à l'intervention de la Fédération dans le fonctionnement interne de l'équipe nationale. Il démissionne à la suite de la lourde défaite treize buts à zéro face à la Nouvelle-Zélande. L'Allemand Rudi Gutendorf dirige l'équipe nationale a deux reprises en 1983 et 1987. Lors de son premier passage, il met en place une tactique adaptée aux joueurs fidjiens : une défense avec un libéro qui vient en phase offensive compléter le milieu de terrain, et lorsque l'équipe perd la balle, une défense individuelle sur les joueurs adverses.
Le fils de Sashi Mahendra Singh, Billy Singh, devient sélectionneur en 1985. Il dirige l'équipe pendant quatorze ans et ce sur trois mandants différents. Sous ses ordres, l'équipe nationale remporte ses premiers trophées avec cinq victoires en Coupe de Mélanésie et des victoires de prestige sur Newcastle United et sur l'Australie. Il est désigné en 1998 entraîneur fidjien de l'année.
Les Scheinflug, ancien international australien et plusieurs fois sélectionneur des « Soccerroos», lui succède en 2002. Il reste peu de temps en poste avant d'être remplacé par Tony Buesnel qui voit son contrat rompu avant son terme. Il critique alors fortement le fonctionnement de la Fédération. Son successeur est un autre Australien Lee Sterrey, ancien entraîneur du Sydney Olympic. Il marque son autorité en excluant du groupe préparant les rencontres contre l'Inde, l'attaquant Keni Doidoi (en) pour consommation d'alcool après l'entrainement. L'équipe remporte ses deux rencontres disputées en août face aux Indiens, puis ne dispute plus aucun match officiel durant la saison. En septembre 2006, le contrat de Lee Sterrey n'est pas renouvelé, il critique fortement à son tour le fonctionnement de la Fédération, critiques qu'il réitère en 2010 en déclarant que le « football fidjien ressemble à une dictature à tous les niveaux et c'est pourquoi il ne s'améliorera pas ». Après avoir envisagé de recruter un entraîneur américain, c'est finalement l’Australien d'origine uruguayenne Juan Carlos Buzzetti qui devient sélectionneur en octobre 2006. Ancien sélectionneur du Vanuatu, il prend en charge l'ensemble des équipes fidjiennes. Il occupe ce rôle jusqu'en 2009 et l'élimination de l'équipe des Fidji des moins de 20 ans dans les qualifications pour la Coupe du monde 2009.
La sélection engage alors le Fidjien Anand Sami qui travaille en Australie depuis 1994, mais ses conditions de venue sur l'île étant inacceptables pour la Fédération, son contrat n'est finalement pas signé et Juan Carlos Buzzetti assure l'intérim. La Fédération décide alors de s'appuyer sur les entraîneurs nationaux et, en mai 2010, un nouveau sélectionneur est nommé, le Fidjien Yogendra Dutt, entraîneur fidjien de l'année en 2006 et 2007. Ancien entraîneur de l'équipe nationale junior et du Ba FC, il a pour charge de préparer l'équipe en vue des Jeux du Pacifique 2011. Sous sa direction, l'équipe ne dispute aucune rencontre internationale et, en janvier 2011, c'est son compatriote Gurjit Singh qui est nommé à la tête de la sélection. Nommé en 2009 entraîneur fidjien de l'année, il a dirigé auparavant les équipes nationales des moins de 20 ans et des moins de 23 ans ainsi que le Navua FC. Sa mission terminée, la Fédération recrute, en février 2011, l'Australien d'origine argentine Claudio Canosa pour une durée de douze mois. Auparavant entraîneur d'une équipe australienne et ancien directeur technique de l'équipe olympique australienne,, il est chargé de diriger l'équipe pour les Jeux du Pacifique. En juin, lors de l'annonce du groupe retenu pour la compétition, il indique, « je ne suis pas vraiment heureux avec cela et veux faire savoir au public fidjien que l'équipe nommée hier n'a pas été entièrement choisie par moi et mes adjoints ». Il est alors suspendu pour une durée indéfinie par la Fédération et remplacé par Gurjit Singh. En novembre 2011, Juan Carlos Buzzetti retrouve son poste de directeur technique et sélectionneur. Il est remplacé le 11 octobre 2015 par l'Australien Frank Farina qui occupait déjà le poste de directeur sportif.
En décembre 2016, le Français Christophe Gamel, ancien entraîneur adjoint des féminines du Paris Saint-Germain est nommé sélectionneur.

## Statistiques

### Nations rencontrées
De par leur insularité, leur éloignement géographique et leur non-qualification à des compétitions internationales, Fidji n'a rencontré essentiellement que des sélections de la Confédération du football d'Océanie depuis la création de l'équipe nationale en 1951. Elle rencontre son unique sélection d'Amérique centrale, le Mexique, en 1980 et, un an plus tard sa première sélection asiatique, l'Indonésie. La sélection a connu sa plus lourde défaite, treize buts à zéro, face à la Nouvelle-Zélande en 1981. Sa plus large victoire est face à Kiribati, vingt-quatre buts à zéro en 1979. Celle face aux Samoa Américaines, onze buts à zéro, en 2004 est la plus importante reconnue par la FIFA.
En dehors des équipes nationales, la sélection a rencontré des équipes de clubs. Les plus marquantes sont tout d'abord le Tornado de Dallas, équipe américaine de NASL qui réalise en 1967 et 1968 un tour du monde. Ils affrontent à deux reprises en février 1968 la sélection nationale. Les deux rencontres, jouées en soixante minutes en raison de la chaleur, sont remportées par les joueurs américains, dix buts à deux puis trois buts à un,. La deuxième est le club anglais de Tottenham Hotspur en mai 1976. Le club qui réalise une tournée de fin de saison au Canada et dans le Pacifique s'impose sur le score de quatre buts à zéro,. Enfin, les rencontres face à Newcastle United en mai 1985 sont marquées par une victoire de prestige des Fidjiens,,,.

### Classement FIFA
Les Fidji ont connu leur meilleur classement FIFA en juillet 1994 en atteignant la 94e place. Leur plus mauvais classement est une 192e place en octobre 2014. Cette longue descente dans le classement est liée au peu de rencontres internationales disputées depuis 2005,.
Les rencontres contre les Tuvalu, Kiribati ainsi que celles jouées face à Wallis-et-Futuna ne sont cependant pas considérées comme des matchs internationaux officiels, ces sélections n'étant pas affiliées à la FIFA.
| Année                 | 1993 | 1994 | 1995 | 1996 | 1997 | 1998 | 1999 | 2000 | 2001 | 2002 | 2003 | 2004 | 2005 | 2006 | 2007 | 2008 | 2009 |
| --------------------- | ---- | ---- | ---- | ---- | ---- | ---- | ---- | ---- | ---- | ---- | ---- | ---- | ---- | ---- | ---- | ---- | ---- |
| Classement mondial    | 107  | 120  | 139  | 157  | 146  | 124  | 135  | 141  | 123  | 140  | 149  | 135  | 135  | 150  | 131  | 106  | 132  |
| Classement en Océanie | 3    | 3    | 3    | 3    | 4    | 4    | 3    | 5    | 3    | 4    | 4    | 5    | 3    | 2    | 4    | 2    | 2    |

| Année                 | 2010 | 2011 | 2012 | 2013 | 2014 | 2015 | 2016 | 2017 | 2018 | 2019 | 2020 | 2021 | 2022 | 2023 | 2024 | 2025 | 2026 | 2027 | 2028 | 2029 |
| --------------------- | ---- | ---- | ---- | ---- | ---- | ---- | ---- | ---- | ---- | ---- | ---- | ---- | ---- | ---- | ---- | ---- | ---- | ---- | ---- | ---- |
| Classement mondial    | 152  | 161  | 169  | 182  | 192  | 186  | 179  | 168  | 169  | 163  | 164  | 161  | 163  | 168  | 148  |      |      |      |      |      |
| Classement en Océanie | 2    | 3    | 6    | 6    | 6    | 6    | 6    | 7    | 7    | 5    | 5    | 5    | 6    | 6    | 3    |      |      |      |      |      |

| Légende du classement mondial : Légende du classement océanien : | - de 1 à 49 - de 1 à 3 | - de 50 à 99 - de 4 à 8 | - de 100 à 211 - de 9 à 11 |